# Paulo Taicher
Paulo Henrique Taicher (Novo Hamburgo, 4 de junho de 1977) ) foi um tenista brasileiro, que representou o Brasil em competições na década de 90. 
Nos Jogos Pan-Americanos de 1999 em Winnipeg, o gaúcho conquistou a medalha de bronze no individual e medalha de ouro em duplas ao lado do parceiro André Sá.
Sua carreira foi curta; em 1999 Paulo Taicher abandonou o esporte devido ao cansaço do circuito mundial, e formou-se em oftalmologia, profissão de seus familiares.

## Jogos Pan-Americanos

### Simnples: 1 medalha (1 bronze)
| Posição | Ano  | Local    | Oponente         | Placar |
| Bronze  | 1999 | Winnipeg | David Nalbandian | —1     |

↑1  Não houve disputa, tanto o brasileiro quanto o argentino receberam a medalha de bronze.

### Duplas Masculinas: 1 medalha (1 ouro)
| Posição | Ano  | Local    | Parceiro | Oponentes                | Placar        |
| Ouro    | 1999 | Winnipeg | André Sá | Oscar Ortiz Marco Osório | 7–6(8–6), 6–2 |